# ویلن کالیوتا
ویلن کالیوتا (اوکراینی: Вілен Олександрович Калюта؛ ۲۲ اکتبر ۱۹۳۰ – ۳ نوامبر ۱۹۹۹) فیلم‌بردار صحنه، و فیلم‌بردار ارمنی‌تبار اهل اوکراین بود. وی بین سال‌های ۱۹۷۱ تا ۱۹۹۷ میلادی فعالیت می‌کرد.

## زندگی‌نامه
وی در ۲۲ اکتبر ۱۹۳۰ در هولیایپوله، استان زاپروژیا، اوکراین به دنیا آمد  وی همچنین برندهٔ جوایزی همچون جایزه دولتی اتحاد شوروی (۱۹۸۷) شده‌است. وی در ۳ نوامبر ۱۹۹۹۹ در سن سالگی در کی‌یف اوکراین درگذشت.

## گزیده فیلمشناسی
از فیلم‌ها یا برنامه‌های تلویزیونی که وی در آن حضور داشته‌است می‌توان به آثار زیر اشاره کرد.
- نزدیک بهشت
- آفتاب‌سوخته